# エルサレム入城の日

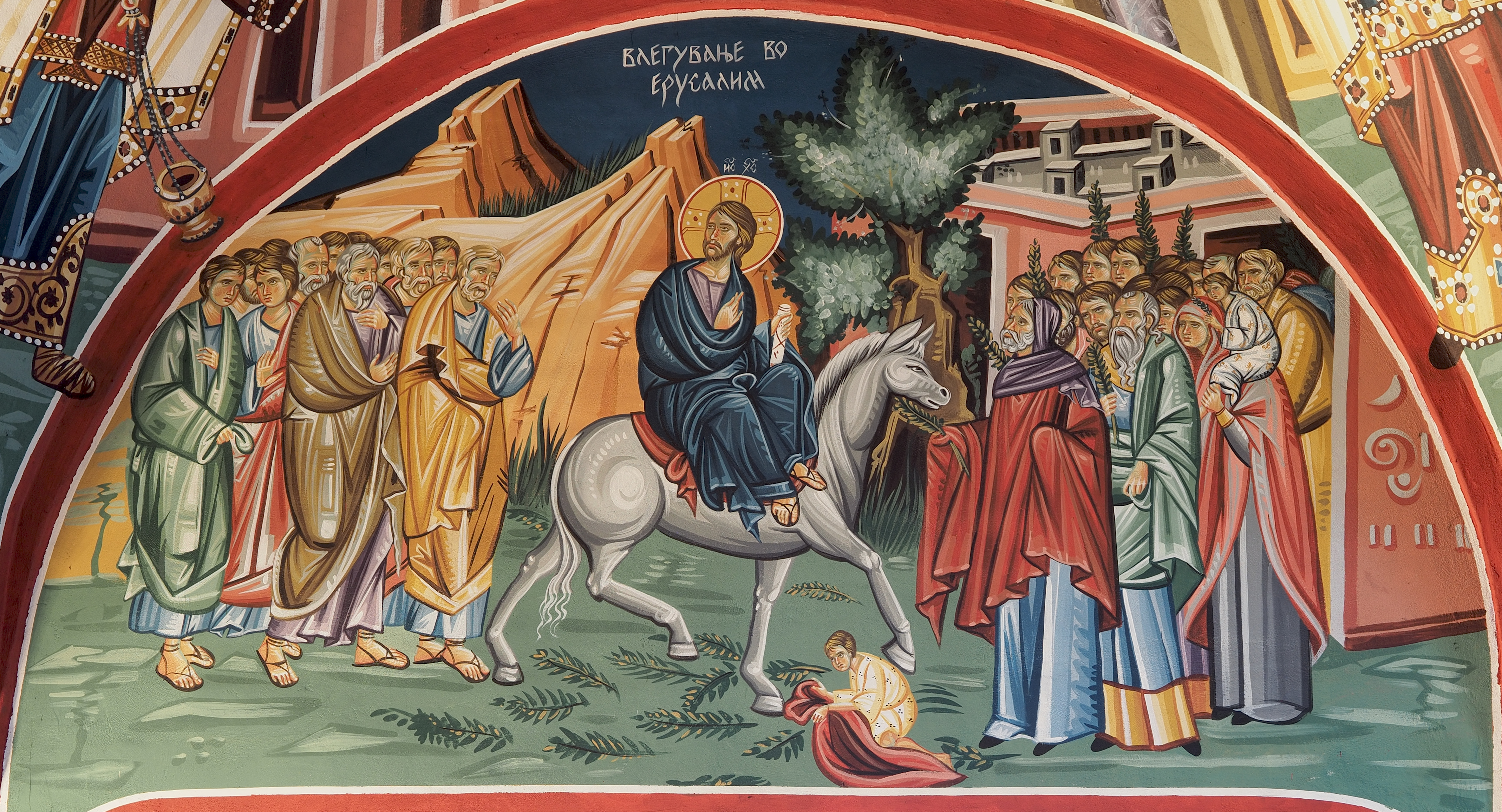
イエスのエルサレム入場（北マケドニアのフレスコ画）

エルサレム入城の日（エルサレムにゅうじょうのひ、英語: The Lord's Entry into Jerusalem）または英語でパームサンデー（英語: Palm Sunday）とも呼ばれている日は、イエス・キリストが十字架にかかり亡くなって三日後に復活したとキリスト教徒が信じる出来事の一週間前に、エルサレムへ入城した記念日を指す。日本では教派により、枝の主日（日曜日）、棕櫚の主日、聖枝祭などと違った名称なので、この記事名を使う。

## 聖書での記述
キリスト教の聖書には、『新約聖書』の四福音書のうち三福音書に、それぞれ多少違った形で載っている。
- 「マタイによる福音書」21章 の一部は

- 「マルコによる福音書」11章の一部は

- 「ヨハネによる福音書」12章の一部は

要約すると、イエスは聖地エルサレムを囲む城壁にいくつかある門に達して、弟子たちが近くで調達した小ロバに乗って、弟子たちを含む大勢が脱いだ服や植物の枝が敷かれた地面を通って、城内へ入ったということである。

## 習慣
「エルサレム入城の日」は、キリスト教徒が一番大切にする聖金曜日、復活日を含む「聖週」（受難週）の開始日になるので、世界各地で様々な習慣を産み、教会でロバは登場しないが、小枝を持って礼拝（ミサ、奉神礼）に参加することが行われてきた。
このため、日本では世界の各国から来た宣教師が故国にある植物に関連したそうした習慣に基づいた言葉、
- 「小枝の日曜日」（フランス語: Dimanche des Rameaux＝小枝の日曜日）
- 「聖枝祭」（ロシア語: Вход Господень в Иерусалим＝主のエルサレム入場）
- 「棕櫚の日曜日」（英語: Palm Sunday・ドイツ語: Palmsonntag＝棕櫚の日曜日）

などを伝えた。
このため、日本ではエルサレム入城の日の名称が教派により呼び方が違うが、現在どういった植物を使うか、使った習慣があったかは、大切ではあるが、最重要ではない。

## 西方教会

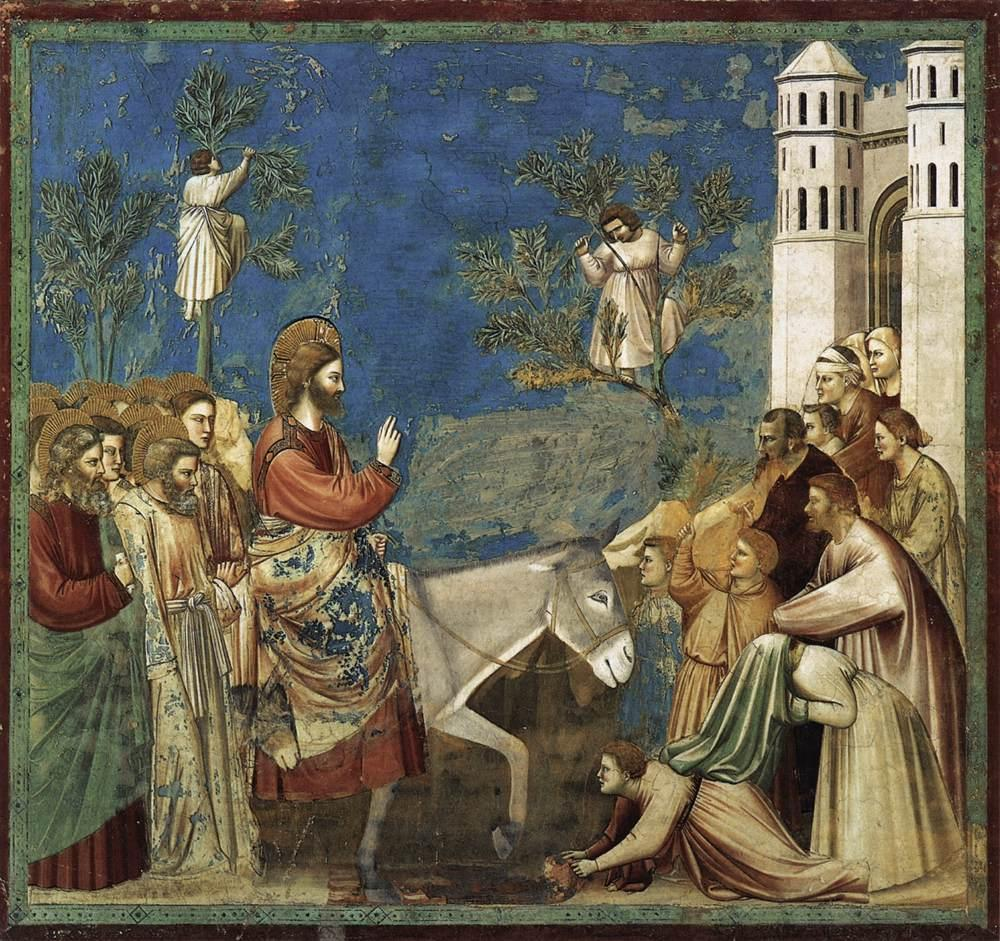
イエスの入城（ジョット画）。ナツメヤシが描かれている。

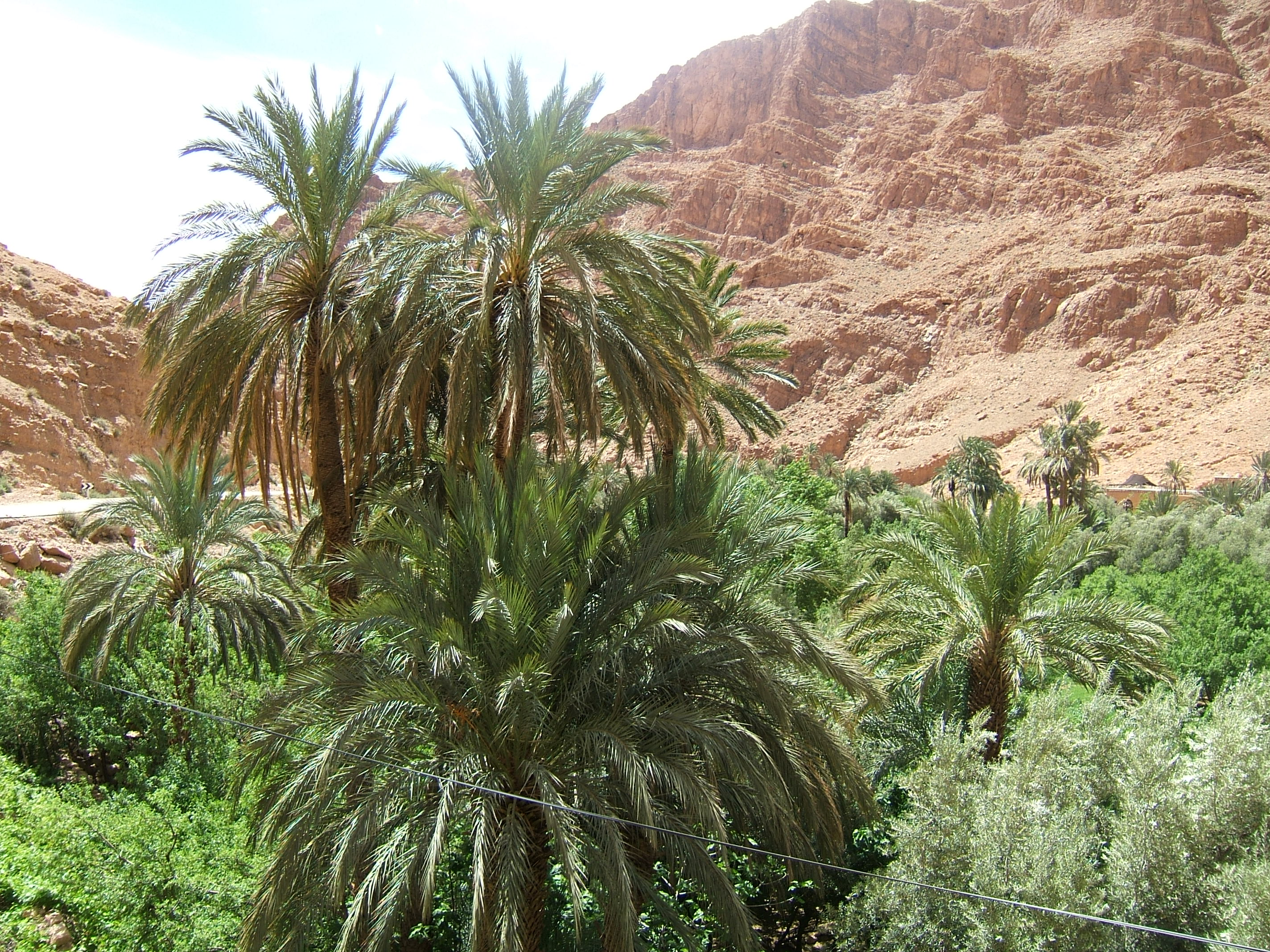
ナツメヤシ（聖書の本来の記述は同種）

西方教会のカトリックでは、枝の主日（えだのしゅじつ）という言葉が日本では定着した。キリスト教の移動祝日で、復活祭の一週間前の日曜日にあたる。聖週間の初日となる。「枝の主日」はルーテル教会での呼び名であるが、正教会でもこの名称を用いることがある。
教派によって呼び方が異なる。正教会での聖枝祭（花の主日）、プロテスタントでの棕櫚の主日に相当する。日本聖公会では「復活前主日」に同様の記念がなされており、これを「棕櫚の主日」と呼ぶこともある。
復活祭に連動して日付が決まるため、復活祭の日付の計算方法が異なる東方教会と西方教会の間で、日付が異なることもあれば、同日になることもある。西方教会では、グレゴリオ暦3月中旬から4月中旬に来ることとなる。東方教会のうち、エパクト計算上ユリウス暦を用いる諸教会では、グレゴリオ暦にすると、西方教会より約１ヶ月（朔望月1回分）遅れる場合（と遅れない場合）があって、3月末から5月上旬となる。
この祝日は、イエス・キリストがロバに跨り、エルサレムに入城したときを記念するものである。ヨハネ福音書では、エルサレムに来たイエスを、群衆がナツメヤシの枝を手に持ち「ホサナ。主の名によって来られる方に、祝福があるように、イスラエルの王に。」（ヨハネ12:13、新共同訳）と叫んで迎えた（フランシスコ会訳では「ホザンナ。ほめ賛えられるように、主の名によって来られる方、イスラエルの王。」）。
そこでこの祝日では、ナツメヤシなどのヤシ科の植物の枝（植物学的には葉）が祝別（聖別）される。しかし、キリスト教会は、ナツメヤシの生育地をはるかに超えて世界的に広がっているため、地方ごとに、ふさわしいとされる、さまざまな樹種の枝葉が用いられている。アルプス以北の西ヨーロッパでは、自生する数少ない常緑樹であるツゲが用いられることが多く、更に寒冷な北ヨーロッパや東ヨーロッパでは、早春に真っ先に芽吹くネコヤナギが用いられる地域が多い。日本でも、温暖な西南日本のカトリック教会では、葉の形状がナツメヤシと似ており、かつよく生育するソテツの葉を用いるところが多い。ソテツの生育できない北日本では、北欧の教会や、東欧の正教会などと同様に、ネコヤナギを用いるところもある。
また、祝別される枝の使用方法は地域によって様々で、美しく編まれて使用されることもある。
西方教会のプロテスタントでは、棕櫚の主日（しゅろのしゅじつ）と呼ぶところは多い。日本聖公会の聖公会祈祷書では、該当する主日について「棕櫚の主日」ではなく「復活前主日」と記載されている。しかしこの日に記憶されている内容は他教派と同じくイエス・キリストのエルサレム入城であり、他国の聖公会においても「棕櫚の主日」に該当する呼び名があることから、その呼称の意義が指摘されることがあるほか、教会ホームページで棕櫚の日曜日という呼称が使われることもある

## 東方教会

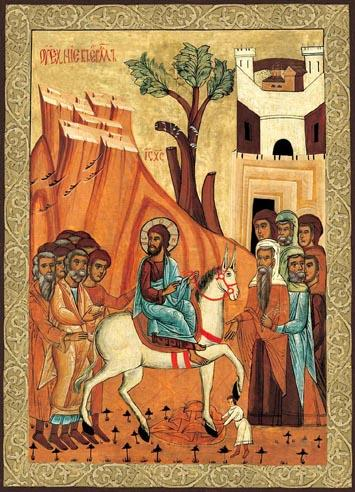
イコン『ハリストス（キリスト）のエルサレムへの入城』（作者・年代不詳）。伝統的にハリストスは白いロバに乗った姿で描かれる。

東方教会でも、聖枝祭（せいしさい、ギリシア語: Κυριακή των Βαΐων, ロシア語: Вход Господень в Иерусалим＝「主のエルサレム入城」, ルーマニア語: Duminica Floriilor＝「花の主日」, 英語: Palm Sunday＝「パームサンデー」）はイエス・キリストのエルサレム入城を記念する正教会の祭日であり、十二大祭のひとつである。

### 日本正教会
日本正教会の聖枝祭は、カトリック教会での枝の主日（受難の主日）、プロテスタントでの棕櫚の主日に相当する。ただし本祭日は移動祭日であることと、正教会と両教派とでは教会暦が異なることから、日付は年によって、同日であることもあれば異なる日にちである場合もある。受難週間の初日で、大斎最終日であるラザリのスボタの翌日の日曜日（主日）に祝われる。この日は復活大祭の一週間前の日曜日に相当し、復活祭同様、聖枝祭も移動祝日となる。3月下旬から5月上旬に祝われる。
聖枝祭のイコンには、ロバに乗ったイエスとそれに従う弟子たち、エルサレムの城とイエスを迎える群衆が描かれる。

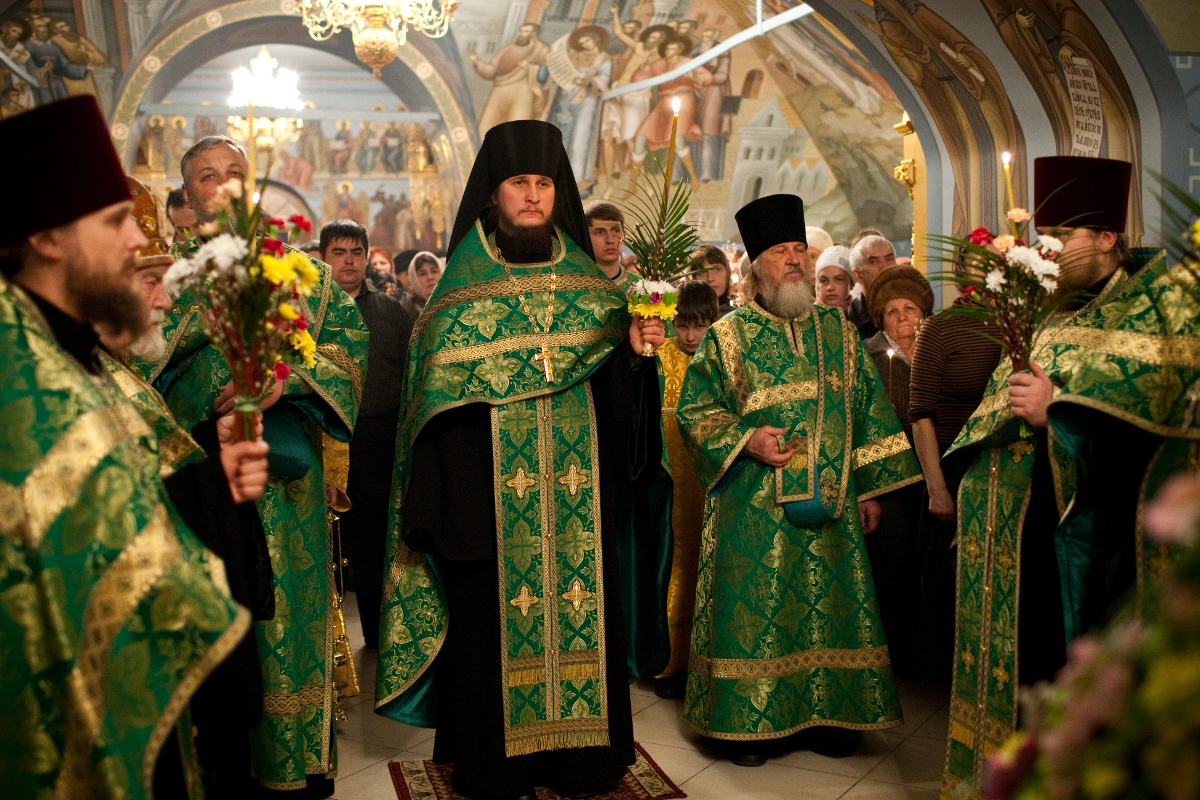
花を持って聖枝祭の徹夜祷にあたる正教会の神品達。司祭達はフェロンとエピタラヒリを着用し、輔祭はステハリとオラリを着用している。修道司祭はクロブークをかぶり、妻帯司祭はカミラフカをかぶっている。左手奥側にはミトラをかぶった司祭が居る。

信者が枝を用意し、司祭がそれを早課で成聖し、聖枝祭の早課・聖体礼儀には信者がこの枝を手に参祷する。これはヨハネによる福音書の記述に則った習慣である。
枝は当時、凱旋者を歓喜して迎える印であった。イエスを迎えたエルサレムの群衆は枝を持って、王を迎えるのと同じような仕方でイエスを迎えたが、群衆の多くは自分達をローマの支配から解放して新しいユダヤの王国を築くためにイエスが来たのだと誤解していた。正教徒はこのような誤解に則るのではなく、死に対して勝利して凱旋する王として、自分の中に受け入れることを示すために枝や花を持って聖枝祭を祝う。
地域によっては枝を手にしての十字行が行われる。
枝はオリーブ、ナツメヤシまたはシュロが好まれるが、何を用いるという規定はとくにない。花をつけた枝を用いる場合もある。ロシア正教会など寒冷な地ではネコヤナギなどを用いる（ネコヤナギを用いるのはロシアのみならず、北欧でも例がある）。日本正教会でも地域によってネコヤナギが使われる（ネコヤナギは正教会のみならず、寒冷な地であるイギリスやオーストリアにある西方教会でも用いられる）。

## 各国での習わし
どんな植物が使われるかは最重要ではないとはいうものの、各国の状況には、そこに関心が集まる。

### イタリア
イタリアでは、地中海の環境で棕櫚が育つので、その葉とオリーブの枝を組み合わせて、家々の戸口に飾り、これを一年中飾ることも行われる。

### ポーランド

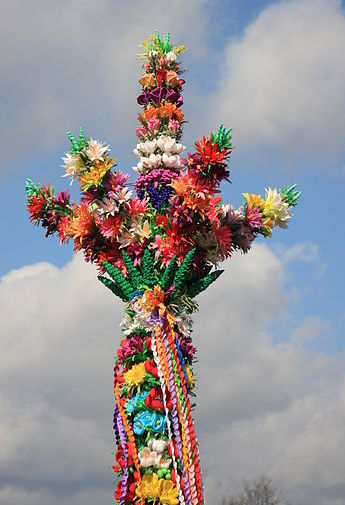
様々に飾った棒を建てて競う（ポーランド）

ポーランドではシュロは育たないので、ある地方では人工のシュロと称して綺麗な色で飾った棒を建てて、競争する。
棒の高さは30メートルにも達して、2008年の最高は33.39メートルであった。

### ロシア
ロシアでは、シュロやナツメヤシが育つ環境にないのと、3月･4月は冬が明けていないので、一番先に芽を出すネコヤナギ（ロシア語：Ива）の枝で代用する。

## 関連記事
- 枝の主日
- 棕櫚の主日
- 四旬節
- 勝利へのエルサレム入城（Triumphal entry into Jerusalem）